# 有情 (小说)
《有情》，韩国作家李光洙与1933年发表的长篇小说。

## 内容
女主人翁南贞妊的父亲是位流亡中国的爱国者，后来入狱，最后病逝。临死时他把妻女托付给自己的朋友崔皙，崔皙把她们带回朝鲜。但后来崔皙也被捕，三年后出狱，此时南贞妊的母亲已死。
崔皙有个与南贞妊同为12岁的女儿顺妊，经常与南贞妊发生矛盾，崔皙的妻子也虐待南贞妊。崔皙于是经常帮助南贞妊，两人的感情非常好。后来南贞妊把自己对崔皙感情从慈父慢慢的变成了男女之间的情感，甚至对崔皙的称呼从爸改成哥，还把他暗恋崔皙的心思都写在日记里。后来南贞妊去日本留学，但每年暑假都回来看望崔皙。
在日本，南贞妊得了肺结核住院。崔皙赶到日本看望南贞妊，还给她输血。但此时崔皙的妻子看了南贞妊日记，认为她与崔皙有不正当的关系。崔皙回来后受不了妻子的胡闹，就辞了职，离家出走并去看望南贞妊。南贞妊向崔皙表白，要求跟崔皙一起走，但被崔皙拒绝，并独自到了贝加尔湖畔。
几年后南贞妊回国，打听到崔皙得消息，就不顾发烧，跑到崔皙的小屋，但几分钟前崔皙就去世了。最后南贞妊决定守在崔皙的身旁，不再与外界联系。